# Lomonossow (Marskrater)
Lomonossow ist ein Krater an der Grenze des Mare Boreum Gradfeld und des Mare Acidalium Gradfeldes auf dem Mars. Er hat einen Durchmesser von 150 km, der Bereich ist geologisch gesehen sehr jung und somit auch eben. Der Krater wurde 1973 nach Michail Wassiljewitsch Lomonossow benannt.